# روز آفریقا

روز آفریقا سالانه در تاریخ ۲۵ می گرامی داشته می‌شود. در ۲۵ می سال ۱۹۶۳ اتحادیه آفریقا (OAU)تأسیس شد. در این روز رهبران ۳۰ از ۳۲ کشور مستقل قاره آفریقا منشوری را در آدیس آبابا دراتیوپی برای تأسیس این اتحادیه امضا کردند. به همین علت این روز به روز آفریقا نامگذاری شده‌است که ب عنوان یک جشن آفریقایی برای حفظ وحدت و یکپارچگی در این قاره جشن گرفته می‌شود.